# Púposszúnyogok
A púposszúnyogok vagy cseszlék (Simuliidae) a rovarok (Insecta) osztályának a kétszárnyúak (Diptera) rendjébe, ezen belül a szúnyogalkatúak (Nematocera) alrendjébe tartozó család. Mintegy 1800 faj tartozik ide.

## Megjelenésük
A Simuliidae család fajai 2-6 milliméter hosszú, púpos, szúnyogszerű rovarok. Színük szürke vagy fekete. Csápjuk 11 ízes, rövid és zömök. Szívókájuk rövid és erőteljes, szúrósertéik pengeszerűen élesek. Toruk erősen boltozatos.

## Életmódjuk
A lárvák kizárólag folyóvizekben fejlődnek. A kifejlett hímek növényi nedvekkel táplálkoznak, a nőstények vérszívók, a lárvák finom szerves törmeléket, algákat és baktériumokat fogyasztanak.

## Rendszerezés
A családba az alábbi nemek tartoznak:
- Araucnephia
- Araucnephioides
- Archicnephia
- Austrosimulium
- Baisomyia
- Cnephia
- Cnesia
- Cnesiamima
- Crozetia
- Ectemnia
- Gigantodax
- Greniera
- Gydarina
- Gymnopais
- Kovalevimyia
- Levitinia
- Lutzsimulium
- Mayacnephia
- Metacnephia
- Paracnephia
- Parasimulium
- Paraustrosimulium
- Pedrowygomyia
- Prosimulium
- Simuliites
- Simulimima
- Simulium
- Stegopterna
- Sulcicnephia
- Tlalocomyia
- Twinnia